# Juraj Rohoň
Juraj Rohoň (Felsőkálnok, 1773. augusztus 15. – Dunagálos, 1831. október 20.) szlovák író, népdalgyűjtő, evangélikus pap. Felvilágosult gondolkodó, a szlovák nemzeti öntudatra ébresztés egyik kezdeményezője.

## Élete
Parasztcsaládból származott, Selmecbányán tanult. Életének nagy részét az Alföldön töltötte. A diplomája megszerzése után oktató volt Petrőcön, majd 1793 és 1801 között házitanító Kölpényben. 1802-től lelkész Dunagáloson. Személyes kapcsolatot tartott fenn Pavel Jozef Šafárikkal és Ján Kollárral, részt vett a helyi szlovák nemzeti élet megszervezésében és a felvilágosodás eszméinek terjesztésében. 1831. október 20-án halt meg a pestisben.

## Munkássága
Első irodalmi műveit a tanulmányai alatt írta, amikor professzorának ünnepi verseket készítettek. A verseket szlovák, latin és magyar nyelven írta. Ján Kollár felkérésére egy nagy népdalgyűjteményt is összeállított. Számos munkát tett közzé, támogatta a szlovák nemzeti öntudat kialakulását. Verses vitát folytatott Dugonics András nacionalizmusával.
Alkalmi egyházi versei és egyéb írásai megmaradtak a dunagálosi evangélikus plébániatemplom krónikájában. Összegyűjtött írásai 1993-tól jelentek meg kis kötetekben.

## Művei
- Ode in honorem Michaeli Járossy... anno 1791 (1791)
- Chvála Slováků, veršovaná národná obrana (vers, 1791) A szlávok dicsérete
- Palma, quam Dugonics similesque Magyari Slaviae eripere attentarunt, vindicata 1795...  (1795) Megvédett érdemek, melyeket Dugonics és a hozzá hasonló magyarok a szlávoktól el akartak venni
- Kratochvílne zpěvy pro mládež rolníckou (versgyűjtemény, 1802) Szórakoztató dalok a földművelő fiatalság számára
- Probuzení národa slovanského v Uhřích k srdnatému uchopení zbraně proti Francouzům (1815) A szláv nemzet felébresztése a franciákkal szembeni fegyveres harcra
- Lessus, quo... Josephae natae Tököly, nuptae vero Stratimirovics de Kulpin... obitum deflevit (1815)
- Starodávne zpěvy lidu slovenského v Uhrách, zbierka ľudových piesní (népdalgyűjtemény, 1827) A szlovák nép ősi dalai Magyarországon
- Historia ecclesiae augustanae conf. Glozsaniensis (csak kéziratban)

## Fordítás
- Ez a szócikk részben vagy egészben  a   Juraj Rohoň című szlovák Wikipédia-szócikk ezen változatának fordításán alapul.  Az eredeti cikk szerkesztőit annak laptörténete sorolja fel. Ez a jelzés csupán a megfogalmazás eredetét és a szerzői jogokat jelzi, nem szolgál a cikkben szereplő információk forrásmegjelöléseként.